# Rosalie Williams
Rosalie Williams (n. 12 iunie 1919, Salford⁠(d), Anglia, Regatul Unit al Marii Britanii și Irlandei – d. 11 decembrie 2009) a fost o actriță britanică, cunoscută pentru interpretarea doamnei Hudson în serialul TV The Adventures of Sherlock Holmes produs de Granada Television în perioada 1984-1994, alături de Jeremy Brett, David Burke, Edward Hardwicke și Colin Jeavons.
Rosalie Williams a interpretat rolul doamnei Lacey în Coronation Street, o telenovelă britanică premiată (20 martie 1978), și rolul Mary în 10 episoade ale serialului TV Flambards (1979).
Soțul ei, David Scase, a murit în 2003. Fiul lor, Rory, lucrează tot în domeniul teatrului.

## Filmografie
- "The Memoirs of Sherlock Holmes" .... Mrs. Hudson (6 episoade, 1994)
- Dancing Queen (1993) (TV) .... Lily
- "The Casebook of Sherlock Holmes" .... Mrs. Hudson (5 episoade, 1991–1993)
- "Truckers" (1992) serial TV (voce) .... Gran'ma Morkie/Baroness of Delicacy
- "The Beiderbecke Connection" (1988) (miniserial TV) .... Miss Pringle
- "Casualty" .... Mary Payton (1 episode, 1988)
- "The Return of Sherlock Holmes" .... Mrs. Hudson (7 episoade, 1986–1988)
- "The Adventures of Sherlock Holmes" .... Mrs. Hudson (8 episoade, 1984–1985)
- "Coronation Street" .... Mrs. Rimmer / ... (3 episoade, 1978–1985)
- A Different Kind of Love (1985) .... Dinner Guest
- "How We Used to Live" .... Bessie (1 episod, 1984)
- "The Outsider" .... Irene Jefford (1 episod, 1983)
- "Juliet Bravo" .... Ann Lambert / ... (2 episoade, 1981–1983)
- "ITV Playhouse" .... Mrs. Foster / ... (2 episoade, 1977–1982)
- Hedda Gabler (1981) (TV) .... Berthe
- "The Sandbaggers" .... English Lady (1 episod, 1980)
- "The Dick Francis Thriller: The Racing Game" .... Mrs. Dysart (1 episod, 1979)
- "Flambards" (1979) (miniserial TV) .... Mary
- "Crown Court" (1 episod, 1973)
- Getting Away from It All (1972) (TV) .... Rose Malone
- Open Window (1972) .... Emily
- Paper Roses (1971) (TV) .... Neighbor
- The Killing of Sister George (1968) .... Mildred
- "Softly Softly" .... Mrs. Thomas (1 episod, 1968)
- "Z Cars" .... Mrs. Pearson (1 episod, 1965)
- "The Younger Generation" .... Mrs. Sayers (1 episod, 1961)

### Ca producător
- Dear Diary: A Film About Female Puberty (1981) (producător executiv)